# 悋気の独楽
『悋気の独楽』（りんきのこま）は上方落語の演目。女性の悋気（嫉妬）をテーマにした噺で、妾を囲っている旦那が、本妻と妾のどちらの元に行くかを独楽を回して決めているということから起きる騒動を描く。
東京では同題もしくは『辻占の独楽』（つじうらのこま）、『三つ紋の独楽』（みつもんのこま）の演題で演じられる。東京には4代目古今亭志ん生が移植したとされる。ただし4代目志ん生は前半を改作して『喜撰』（きせん）という演目にしたとする書籍もある。田中優子は、東京に移植したのが3代目柳家小さんで4代目古今亭志ん生が改作したという説を紹介しながらも、「正確には確認できない」としている。
桂松光の演目帳『風流昔噺』（万延2年・1861年）には「旦那御月掛ケ、辻うらごま、但シしんぎくるい落」と記されている。
1940年9月に当時の講談落語協会が警視庁に届ける形で口演自粛を決定した禁演落語53演目に含められた。

## あらすじ
ある商店の主人が、外出したまま家に帰ってこないので、主人の妻は「内緒で妾を囲っているのでは」と、気が気でない。「旦那（だん）さん知らんか?」と奉公人たちに訊いてまわるが、的の外れた返事ばかりを返されて要領を得ない。からかわれていると感じ、泣き出す妻に対し、女中のお松（あるいは、お竹、お清など）が「丁稚の定吉が旦那さんのお供をしとります」と密告し、自身の離婚経験を語りつつ、「御寮人（ごりょん）さん、一遍、旦那さんにおっしゃらな（言うべきことは言わないと）あきまへんで」とけしかける。
その頃、主人とともに妾宅に付いた定吉は、主人に「わしここに泊るから店に帰れ。うちの者（妻）には、ここのこと言うたらアカンで。何せ、えらく悋気強い（嫉妬深い）さかいな」と釘を刺され、得意先で碁の相手をしている、と嘘をつくように吹き込まれ、店に帰される。
帰った定吉は、店の本妻に対し、吹きこまれたとおり嘘をつく。本妻は「そうか、まあ御苦労はんやったさかいにな」と言って、定吉に薯蕷饅頭（じょうよまんじゅう）を与える。うまそうに食べる定吉に対し、本妻は「そのオマン（饅頭）の中には、熊野の牛王さん入ったある。嘘ついたら血ィ吐いて死ぬで」と脅す。「わて、旦那さんに50銭もろた義理がおます」「あんた、たったの50銭のために死んでええのんか? わたい（私）は（定吉が本当のことを言えば）1円あげます」定吉はやりこめられる。
定吉は、死ぬかもしれない怖さと1円ほしさで、主人に妾がいることや、妾宅の所在地を白状する。そのとき本妻は、定吉が懐に3つの独楽を持っているのを見つける。定吉によると、これは主人がそれぞれ独楽を本妻、妾、主人に見立て、回した主人の独楽が、本妻・妾どちらの独楽に当たったかで泊まる家を決めるのに使うものであるという。定吉が独楽を回すと、主人のコマは妾の独楽に当たった。
本妻は定吉に命じて何度も独楽を廻させるが、主人の独楽はどうしても妾の独楽に当たってしまい、本妻は悔しがる。すると定吉が「それは無理もない」と話し、「（主人の独楽は）心棒が狂うてます」。

## バリエーション
宇井無愁『落語の根多 笑辞典』掲載のあらすじでは、旦那がどちらに泊まるかを迷っているところに女中が3つの独楽を取り出して、これを使って決めることを勧める形である（妾の独楽にばかり主人の独楽が寄ることで怒るのは女中）。
また、東大落語会編『落語事典 増補』掲載のあらすじでは、本妻は定吉に旦那の行先を探らせ、旦那から口止めをされて本妻のところに戻ったときに、本妻の娘の踊り「喜撰」がよかったと本妻の肩を叩きながら「せじで丸めて浮気をこねて」とその節回しを歌い出したところで独楽が落ちるという描写である。『喜撰』ではこの部分で本妻が「人を茶にして」と怒り、定吉が「今のが喜撰でございますもの」と落ち（サゲ）にする形である。